# TouchMaster
TouchMaster is een spel voor de Nintendo DS, ontwikkeld door Midway Games.
Het spel bestaat uit 23 spellen. Ze zijn verdeeld in drie categorieën: Kaartspellen, Puzzelspellen en Behendigheidsspellen. Deze spellen kunnen singleplayer worden gespeeld en sommige ook multiplayer. Via de Nintendo Wi-Fi Connection kunnen de scores die behaald zijn worden verstuurd naar een wereldwijde ranglijst.
Aan het eind van 2008 brengt Midway Games het vervolg TouchMaster 2 uit.

## Spellen
- Kaartspellen

Phoenix 13, Go Wild, 3 Peak Deluxe, Double Take, Power Cell, Solitaire Classic, Target 21, Triple 11, Uplift.
- Puzzelspellen

Crystal Balls, Mahki, Pairs, Times Square, Mahjong, Gem Slide, Wordz
- Behendigheidsspellen

Pond Kings, Artifact, Hot Hoops, 5 Star Generals, Pick Up 6, Trivia, Word Search